# Sandra Piršić
Sandra Piršić, slovenska košarkarica, * 11. oktober 1984, Kranj.